# Arthur Surridge Hunt
Arthur Surridge Hunt (Romford, Essex, Inglaterra, 1 de marzo de 1871 – Oxford, 18 de junio de 1934) fue un papirólogo inglés.
A lo largo de treinta años, Hunt trabajó junto con el que sería amigo personal y compañero del Queen's College en Oxford,  Bernard Grenfell en excavaciones arqueológicas en Egipto, donde recuperaron y estudiaron infinidad de papiros, incluyendo los famosos Papiros de Oxirrinco.
Publicaron The Oxyrhynchus Papyri, que alcanzarían 17 volúmenes entre 1898 y 1927, además de editar The Amherst Papyri (vol. i, 1900, vol. ii, 1901) y The Tebtunis Papyri (vol. i, 1902, vol. ii, 1907). Su trabajo mantuvo altos estándares de calidad y fiabilidad y sus métodos de trabajo fueron un referente para otros editores.
Su trabajo conjunto tuvo que interrumpirse durante la Primera Guerra Mundial, pues Hunt tuvo que servir en ella. Su gran especialidad en papirología le hizo ser admirado en todo el mundo y llegó a ser nombrado doctor honoris causa en las universidades de Königsberg, Graz y Atenas.

## Publicaciones
- B. P. Grenfell, A. S. Hunt, Sayings of Our Lord from an early Greek Papyrus (Egypt Exploration Fund; 1897).
- B. P. Grenfell, A. S. Hunt, and D. G. Hogarth, Fayûm Towns and Their Papyri (London 1900).